# Хоризонтал
Хоризонталът е линия, приета условно да изобразява точките с еднаква надморска височина върху карта, топографска карта или план. Терминът има латински произход – horizontālise. Този графичен символ се използва и при картиране на морското дъно за отразяване на морските дълбочини и невидимите подводни земни форми.
Друго название на хоризонтала е изохипса, от на гръцки: ισος – еднакъв и на гръцки: ιψσς – висок. Изчертаването на линии с два известни параметъра (координати) се разглежат в теорията на функция с две променливи наричана още контурна линия.

## История
В картите съставяни до XVIII век релефът се изобразява с рисувани върхове, скали, равнини и планини. През 1777 година английския математик Чарлз Хътон (Charles Hutton) изобретил и внедрил хоризонталите при обработка на резултатите при проведени от него експерименти в планината Шихалиан (Schehallien) в Шотландия, като свързал точките с еднакви височини. Линиите получени в резултат на това давали по-ясна картина за проведените експерименти и изобразявали земния релеф по нов и лесен за възприемане начин.

## Принцип на изчертаване
При извършване на топографска снимка заснетите характерни точки от релефа се определят с координати и височина спрямо приетата в България надморска височина от пегелните станции в Черно море. Хоризонталите върху терена представляват мислени линии, получени при пресичане на терена с хоризонтални равнини през определен интервал (напр. 1; 2; 5 или 10 метра). Изчертаването им върху картния лист става чрез интерполация на стойностите на височините на конкретно заснетите точки. Върху картата те отразяват характера на земните форми и от разстоянието между хоризонталите се съди и може да се определи наклона за конкретната местност, за формата и характера на земните форми, водосливните линии и други особености на земния релеф.
Хоризонталите са линии следващи терена и се изчертават на ръка, тъй като не се подчиняват на геометричен закон. При използване на фотограметрични методи за създаване на топографски карти, изчертаването е машинно, така както и при други методи с използване на ЕИМ. Във всички случаи обаче, там където има достъпност да терена от топографи се прави проверка и контролно измерване на терена за потвърждаване на достоверността на изчертания оригинал. При необходимост се внасят корекции, поради възможни грешки при машинното изчертаване на графичния оригинал.